# Kendji Girac
Kendji Girac (n. 3 iulie 1996, Périgueux, Aquitaine, Franța) este un cântareț din Bergerac, Franța, câstigator al concursului Vocea Franței, ediția a treia (2014). La prima apariție la Vocea Franței a cântat "Bella", Mika fiind unicul jurat care și-a intors scaunul. Este de origine Romă, stilul său fiind influențat de muzica flamenco. A lansat în 2014 albumul Kendji, care a vândut peste 500.000 exemplare în Franța, clasându-se pe locul 3 in topul albumelor vândute în Franța in 2014.